# Albera (Ceneselli)
Albera es una localidad del municipio de Ceneselli, provincia de Rovigo, región de Veneto, Italia.
Según estimaciones de 2011, tenía 31 habitantes. El asentamiento está ubicado a una altitud de 7 m s. n. m.